# 廣畑実
廣畑 実（ひろはた みのる、1993年8月27日 - ）は、日本の元社会人野球選手、野球指導者、YouTuber。YouTuberとしては、ミノルマン名義で活動する。

## 経歴
小学1年生の頃から野球を始め、軟式チーム・開成ジュニアイーグルスでプレー。枚方市立枚方第四中学校時にはボーイズチーム強豪のオール枚方ボーイズに所属したが、2年生秋まで試合出場はなし。練習に励んで3年生春にレギュラーを勝ち取ると、ジャイアンツカップで優勝。
その後、大阪桐蔭高校に進学。1年秋にレギュラーの座をつかみ、2年の春に甲子園大会に2番・二塁手として出場。しかし、その後は肩を故障し、イップスに陥る。それでも練習量などが認められてか、3年生になってからは主将を務めた。同学年には西田直斗、山足達也、1学年下に藤浪晋太郎、澤田圭佑、2学年下に森友哉らがいた。
高校卒業後は東都大学野球の強豪、亜細亜大学に進学。1年からメンバー入りを果たすも、腰椎分離症や靭帯断裂など大学4年間のうち、3年間は怪我に悩まされ、大学4年生のときにはトミー・ジョン手術を受けている。チームは2年と4年の明治神宮野球大会で優勝を経験している。
大学卒業後は社会人野球のJR東海に入社。怪我の影響で1年目からトミー・ジョン手術を受け、代打での出場が主となる。代打で非凡な成績を残しながらも、手術の影響で投げることができず、入社1年目の2016年をもって退部。野球部を退部後もJR東海の職員として、新大阪駅で駅員として勤務していた。新大阪駅で駅員として勤務している2019年に駅でプロ野球選手と出会ったことなどから野球指導者を志す様になり、同社を退職。駅員時代から子供たちに無料で野球指導を行っていた。
現在は野球指導者として野球塾などで活動している。2019年11月より八尾市で「野球塾〜AMAZING〜」を開設。野球塾では遠方からの生徒のために在宅で指導できるオンライン指導を発案。週2回の動画配信や、LINEで個別に質問に答える形式を取っている。2020年4月時点では250人以上の生徒を抱える。
また、ミノルマンの名前で技術指導動画を配信するYouTuber活動も行っており、クーニンとも共演をしている。技術指導動画はYouTubeのほか、Instagramにも投稿しており、YouTubeへの投稿動画は指導のポイントとなる部分を10分前後にまとめたものが多い。
2020年2月に開催された「ロンティーキング」の関東予選で119mを記録し優勝した。
野球塾活動を並行して、女子野球の普及のため、女子軟式野球チーム「Amazing」を結成。2022年には1年限定で硬式野球チームとし、監督を務めた。